# Česká basketbalová liga 1996/1997
1. basketbalová liga 1996/1997 byla nejvyšší mužskou ligovou basketbalovou soutěží v České republice v ročníku 1996/1997. 
Konečné pořadí:
1. ICEC Opava basketbal (mistr České republiky 1996/1997)
2. USK ERPET Praha
3. ICEC Nový Jičín
4. BC STAVEX Brno
5. BK SČE Děčín
6. BHC SKP Pardubice
7. BK NH Ostrava
8. BK Spolchemie Ústí nad Labem
9. BC Sparta Praha
10. BK Slavia Praha
11. BK ASK VT Dioss Chomutov (sestup do prolínací soutěže)
12. . Sokol Vyšehrad (sestup z první ligy)

## Systém soutěže
V první části soutěže (září - prosinec 1996) všech 12 družstev dvoukolově každý s každým (zápasy doma - venku) odehrálo 22 zápasů. 
Ve druhé části soutěže (leden - březen 1997) se započítáním výsledků 1. části byla družstva rozdělena do skupiny A1 (o 1. až 6. místo) a do skupiny A2 (o 7. až 12. místo), družstva hrála ve skupině dvoukolově každý s každým (každé družstvo 10 utkání).
V Play-off hrálo 6 týmů ze skupiny A1 a dva nejlepší ze skupiny A2. Hrálo se na 3 vítězné zápasy.
Play-out hrála družstva na 9.-12. místě skupiny A2 dvoukolově každý s každým. Poražená družstva z 1. kola play-off vytvořila skupinu o 9. až 12. místo, každé z nich odehrálo 6 zápasů a poslední družstvo sestoupilo do 2. ligy a předposlední do kvalifikace.

## Výsledky

### Tabulka po první části soutěže
| Poř. | Tým                          | Z  | V  | P  | Skóre     | Body |
| ---- | ---------------------------- | -- | -- | -- | --------- | ---- |
| 1.   | ICEC Opava Basketbal         | 22 | 21 | 1  | 1920:1536 | 43   |
| 2.   | USK Erpet Praha              | 22 | 17 | 5  | 1872:1661 | 39   |
| 3.   | BC Stavex Brno               | 22 | 16 | 6  | 2118:1789 | 38   |
| 4.   | ICEC Nový Jičín BC           | 22 | 14 | 8  | 1844:1694 | 36   |
| 5.   | BK NH Ostrava                | 22 | 13 | 9  | 1779:1739 | 35   |
| 6.   | BHC SKP Pardubice            | 22 | 13 | 9  | 1983:1975 | 35   |
| 7.   | BK SČE Děčín                 | 22 | 8  | 14 | 1807:1863 | 30   |
| 8.   | BC Sparta Praha              | 22 | 8  | 14 | 1540:1679 | 30   |
| 9.   | BK Spolchemie Ústí nad Labem | 22 | 7  | 15 | 1741:1918 | 29   |
| 10.  | VTJ VALZAP DIOSS Chomutov    | 22 | 6  | 16 | 1589:1824 | 28   |
| 11.  | Sokol Vyšehrad               | 22 | 5  | 17 | 1672:1882 | 27   |
| 12.  | BK Slavia Praha              | 22 | 4  | 18 | 1826:2131 | 26   |

### Tabulka druhé části soutěže, skupina A1
| Poř. | Tým                  | Z  | V  | P  | Skóre     | Body |
| ---- | -------------------- | -- | -- | -- | --------- | ---- |
| 1.   | ICEC Opava Basketbal | 32 | 28 | 4  | 2709:2294 | 60   |
| 2.   | USK Erpet Praha      | 32 | 23 | 9  | 2719:2453 | 55   |
| 3.   | BC Stavex Brno       | 32 | 21 | 11 | 2967:2639 | 53   |
| 4.   | ICEC Nový Jičín BC   | 32 | 20 | 12 | 2676:2476 | 52   |
| 5.   | BHC SKP Pardubice    | 32 | 16 | 16 | 2860:2907 | 48   |
| 6.   | BK NH Ostrava        | 32 | 16 | 16 | 2558:2598 | 48   |

### Tabulka druhé části soutěže, skupina A2
| Poř. | Tým                          | Z  | V  | P  | Skóre     | Body |
| ---- | ---------------------------- | -- | -- | -- | --------- | ---- |
| 7.   | BK SČE Děčín                 | 32 | 17 | 15 | 2702:2633 | 49   |
| 8.   | BK Spolchemie Ústí nad Labem | 32 | 12 | 20 | 2520:2738 | 44   |
| 9.   | BC Sparta Praha              | 32 | 12 | 20 | 2277:2410 | 44   |
| 10.  | BK Slavia Praha              | 32 | 10 | 22 | 2633:2856 | 42   |
| 11.  | Sokol Vyšehrad               | 32 | 9  | 23 | 2337:2621 | 41   |
| 12.  | VTJ VALZAP DIOSS Chomutov    | 32 | 8  | 24 | 2270:2603 | 40   |

### Konečná tabulka skupiny o 9. - 12. místo
| Poř. | Tým                      | Z  | V | P | Skóre | Body |
| ---- | ------------------------ | -- | - | - | ----- | ---- |
| 9.   | BC Sparta Praha          | 38 |   |   |       |      |
| 10.  | BK Slavia Praha          | 38 |   |   |       |      |
| 11.  | BK ASK VT Dioss Chomutov | 38 |   |   |       |      |
| 12.  | Sokol Vyšehrad           | 38 |   |   |       |      |

## Play-off
Hrálo se na tři vítězná utkání. Zápasy o 5. a 7. místo na dvě utkání.

### čtvrtfinále
- (1.) ICEC Opava Basketbal - (8.) BK Spolchemie Ústí n.L. 3:0 (114:57	86:59	80:60)
- (2.) USK Praha -  (7.) BK SČE Děčín 3:2 (91 :77	108:90	101:107	89:101	84:81)
- (3.) BC Stavex Brno - (6.) BK NH Ostrava 3:0 (102:65	86:70	96:85)
- (4.) ICEC Nový Jičín BC - (5.) BHC SKP Pardubice 3:2 (86:69	103:93	78:80	79:97	95:77)

### Semifinále
- ICEC Opava Basketbal - ICEC Nový Jičín BC 3:2 (75:56	75:63	72:75	60:62	72:60)
- USK Praha - BC Stavex Brno 3:0 (64:62	69:66	64:59)

### zápas o 7. místo
- BK NH Ostrava - BK Spolchemie Ústí n.L.	2:0 (93:79	96:90)

### zápas o 5. místo
- BK SČE Děčín -	BHC SKP Pardubice 1:1 (108:96	90:92)

### zápas o 3. místo
- ICEC Nový Jičín BC - BC Stavex Brno 3:1 (82:73	70:98	82:66	78:67)

### Finále
- ICEC Opava Basketbal - USK Praha 3:1 (70:58	89:68	63:70	84:57)